# Maulbronn
Maulbronn är en stad (tidigare köping) i Enzkreis i regionen Nordschwarzwald i Regierungsbezirk Karlsruhe i förbundslandet Baden-Württemberg i Tyskland. Staden är känd genom sitt forna cistercienskloster. Orten hade 1 324 invånare år 1905 och staden har nu cirka 7 000 invånare.
Staden ingår i kommunalförbundet Maulbronn tillsammans med kommun Sternenfels.
Maulbronn har varit säte för två protestantiska konvent, 1564 och 1576. Vid det förra (Colloquium maulbrunnense) sökte man förgäves utjämna olikheterna i den lutherska och den reformerta uppfattningen av läran om nattvarden och den därmed sammanhängande så kallade ubikvitetsläran. Vid det senare granskades, godkändes och underskrevs den så kallade Maulbronnformeln (Formula maulbrunnensis).